# Georg Wilhelm Steller
Georg Wilhelm Steller(10 tháng 3 năm 1709 - 14 tháng 11 năm 1746) là một nhà thực vật học, nhà động vật học, bác sĩ và thám hiểm người Đức, người làm việc ở Nga và được coi là người tiên phong Lịch sử tự nhiên Alaska.

## Tiểu sử
Steller sinh ra tại Windsheim, gần Nis và học tại Đại học Wittenberg, con trai của một cantor Lutheran tên là Johann Jakob Stöhler (sau 1715, Stöller), và học tại Đại học Wittenberg. Sau đó, ông đi đến Nga với tư cách là một bác sĩ trên một con tàu chở quân trở về nhà với những người bị thương. Ông đến Nga vào tháng 11 năm 1734. Ông đã gặp nhà chủ nghĩa tự nhiên Daniel Gottlieb Messerschmidt (1685-1735) tại Viện hàn lâm Khoa học Hoàng gia. Hai năm sau cái chết của Messerschmidt, Steller kết hôn với góa phụ của ông và có được những ghi chú từ những chuyến đi của anh ta trong Siberia không được trao cho Viện hàn lâm.